# Don Quijote de la Mancha (sèrie de 1979)
Don Quixot de la Manxa (originalment Don Quijote de la Mancha en castellà) va ser una sèrie de televisió de dibuixos animats, basada en una de les obres mestres de la literatura universal, El Quixot. Va ser emesa per TVE en 1979. Va tenir un gran èxit entre el públic juvenil de l'època. A causa d'això va ser transmesa en gran quantitat de països d'Amèrica, Àsia i Europa. Va ser tant un gran èxit de crítica com popular gràcies a la gran claredat dels dibuixos i a la seva narració fluida i distreta. Els realitzadors de la sèrie, Cruz Delgado i José Romagosa no van tornar a treballar junts i la productora que van crear per a desenvolupar la sèrie va desaparèixer una vegada va acabar la seva emissió. La sèrie va tenir un pressupost final d'11 milions d'euros A les dècades de 1990 i 2000 es va doblar la sèrie al valencià i es va emetre a Canal 9 i Punt 2.

## Història
En 1978 Cruz Delgado i José Romagosa fundaren l'empresa Cruz Delgado-José Romagosa S.A. per a realitzar una sèrie basada en l'obra El Quixot de Miguel de Cervantes per a "divulgar l'obra de Cervantes i fer de La Manxa un lloc conegut". Per a ser fidels a la novel·la es van contractar a dos assessors literaris que van ser Guillem Díaz-Plaja i Manuel Criado de Val perquè ajudessin al guionista Gustavo Alcalde.
Es va muntar un Estudi a Madrid en la plaça de les Salesas, es contracta per a treballar-hi un centenar de dibuixants i al fondista Ángel S. Chicharro qui va recórrer tota la Manxa per a prendre anotacions de tots els elements característics de la zona, fins i tot va sobrevolar la zona un helicòpter durant cinc hores per a filmar el paisatge i poder ser el més similar a la zona. Per a dibuixar als quatre personatges principals de la novel·la (Alonso Quijano, Sancho Panza, Dulcinea del Toboso i Rocinante) es van utilitzar un total de vuitanta colors. La banda sonora li va ser encomanada a Antonio Areta que seria interpretada per 60 músics de l'Orquestra Simfònica de RTVE i la Nacional, igual que va realitzar la cançó oficial de la sèrie anomenada En un lugar de la Mancha que va ser interpretada per Lorenzo Valverde, però es va crear una més comercial titulada Don Quijote y Sancho del grup Botones. Aquesta última va ser triada per alguns nens als quals se li va fer un pas privat on els van mostrar diferents cançons seleccionades pels autors i que es convertiria en disc d'or l'any 1980.
Els primers vuit o deu capítols de la sèrie van ser bé, ja que Cruz Delgado s'encarregava de la part artística i Romagosa s'encarregava del marxandatge per a finançar el projecte. No obstant això els problemes aparegueren quan va començar a emetre's la sèrie, pel fet que no es compleixen els terminis previstos a causa de la gran quantitat de treball, la qual cosa fa que es contractés més dibuixants, cosa que fa que augmenti el pressupost fins a la xifra de 350 i 400 milions de pessetes per episodi. El pressupost podria mantenir-se a causa de la labor de Romagosa durant la primera temporada, però en la segona molts dels productes derivats van deixar de realitzar-se i no es va tornar a signar el contracte amb algunes empreses, la qual cosa va fer que la part final de la sèrie es fes de forma precipitada amb desesperació de Cruz Delgado.

## Argument
És una adaptació en dibuixos animats de la immortal obra de Miguel de Cervantes, consistent en 39 episodis que relaten les aventures del gentilhome El Quixot i el seu fidel escuder Sancho Panza.

## Episodis
| #  | Nom                                           |
| -- | --------------------------------------------- |
|    |                                               |
| 01 | En un lugar de la Mancha                      |
|    |                                               |
| 02 | Don Quijote es armado caballero               |
|    |                                               |
| 03 | Arden los libros de caballerías               |
|    |                                               |
| 04 | La aventura de los molinos                    |
|    |                                               |
| 05 | La batalla con el gallardo vizcaíno           |
|    |                                               |
| 06 | La aventura con los yangüeses                 |
|    |                                               |
| 07 | El manteo de Sancho                           |
|    |                                               |
| 08 | El combate con los rebaños                    |
|    |                                               |
| 09 | El yelmo de Mambrino                          |
|    |                                               |
| 10 | La aventura de Sierra Morena                  |
|    |                                               |
| 11 | Dulcinea del Toboso                           |
|    |                                               |
| 12 | La descomunal batalla con unos cueros de vino |
|    |                                               |
| 13 | Nuevas aventuras en la venta                  |
|    |                                               |
| 14 | La historia del cautivo                       |
|    |                                               |
| 15 | Los cuadrilleros de la Santa Hermandad        |
|    |                                               |
| 16 | El encantamiento de Don Quijote               |
|    |                                               |
| 17 | La procesión de los encapuchados              |
|    |                                               |
| 18 | Don Quijote regresa a su aldea                |
|    |                                               |
| 19 | Descansando hasta nuevas aventuras            |
|    |                                               |
| 20 | El bachiller Sansón Carrasco                  |
|    |                                               |
| 21 | El encantamiento de Dulcinea                  |
|    |                                               |
| 22 | El Caballero de los Espejos                   |
|    |                                               |
| 23 | El Caballero del Verde Gabán                  |
|    |                                               |
| 24 | Las bodas de Camacho                          |
|    |                                               |
| 25 | La Cueva de Montesinos                        |
|    |                                               |
| 26 | El retablo de Maese Pedro                     |
|    |                                               |
| 27 | El barco encantado                            |
|    |                                               |
| 28 | En el castillo de los duques                  |
|    |                                               |
| 29 | Hay que desencantar a Dulcinea                |
|    |                                               |
| 30 | Clavileño                                     |
|    |                                               |
| 31 | El gobernador Sancho Panza                    |
|    |                                               |
| 32 | La ínsula Barataria                           |
|    |                                               |
| 33 | Adiós a Barataria                             |
|    |                                               |
| 34 | El rescate de Sancho Panza                    |
|    |                                               |
| 35 | Camino de Barcelona                           |
|    |                                               |
| 36 | Aventura en las galeras                       |
|    |                                               |
| 37 | El Caballero de la Blanca Luna                |
|    |                                               |
| 38 | Los azotes de Sancho                          |
|    |                                               |
| 39 | Don Quijote cabalga hacia las estrellas       |
|    |                                               |

## Producció
Quan acabava de desenvolupar els guions Gustavo Alcalde, els enviava a Cruz Delgado perquè desenvolupés els dissenys model i el guió gràfic amb una grandària de 300 vinyetes per episodi que servirà com a base per al desenvolupament posterior. Una vegada realitzats eren enviats al departament de planificació on es realitzava la maquetació i es tria la forma amb la qual es rodarà l'episodi sobre la base de les reunions periòdics amb els quals havia realitzat el storyboard on assistien Cruz Delgado, Romagosa, Alcalde, De Val, Díaz-Plaja, Juan Pardo, els animadors i el càmera.
Una vegada que ja s'havien acabat de realitzar totes les vinyetes en blanc i negre que anaven a formar l'episodi, l'equip d'animació dirigit per Cruz Delgado marcaven els moviments dels personatges igual que els intercaladors realitzaven al llapis els dibuixos intermedis entre un dibuix i un altre. Una vegada acabats es rodaven per a comprovar la fluïdesa i les errades d'aquest moviment.
Els dibuixos eren reproduïts en làmines d'acetat de cel·lulosa al departament de reprografia, que posteriorment passaven al de color on se'ls donaven les tonalitats amb fins pinzells mentre que al de decorats els fondistes dirigits per Ángel S. Chicharro realitzaven tots els elements immobles de l'episodi sobre els quals es col·locaven les làmines d'acetat de cel·lulosa ja acolorides. Una vegada que s'havia unit el treball d'ambdós departaments, l'operador s'encarrega d'aconseguir que es puguin moure en la pantalla. En l'etapa final es realitzaven l'edició i el muntatge de la mà de Cruz Delgado i José Luis Berlanga, realitzen el control de qualitat i la passen a un format de 35mm acabant així la producció.
La postproducció es realitzava en estudis separats. D'una banda la musicació on Juan Pardo i Antonio Areta componien el que posteriorment eren interpretat pel músic corresponent. D'altra banda es duia a terme el doblatge als estudis Cinearte de Madrid, on Fernando Fernán Gómez donava veu a Alonso Quijano i Antonio Ferrandis, utilitzant una veu distinta a la seva habitual, a Sancho Panza; al igual que Rafael de Penagos donava veu a Miguel de Cervantes, Luis Varela al Bachiller, José Guardiola a Vizcaíno, Manolo García al cavaller del Verde Gabán i Amelia Jara a la neboda d'Alonso Quijano. I finalment van ser col·locats els efectes de so.

## Recepció i projecció internacional

### Crítica
José María Candel Crespo afirma en el seu llibre Historia del dibujo animado español que la sèrie va acabar mitjanament acceptable i per sobre de la mitjana dels altres productes, igual que, malgrat tenir l'obra els moments de brillantor habituals del director, la seva animació va començar a tenir certa rigidesa que es va notar encara més als episodis finals (encara que també destaca la dificultat de dur a terme una adaptació de la novel·la de Cervantes).
Enrique Corral va afirmar en una crítica al diari ABC que valorava l'esforç dut a terme per a fer-lo i va valorar positivament tot el relacionat amb la sèrie ja fos el doblatge, guió i música. Natalia Figueroa va afirmar en el mateix diari que l'èxit de la sèrie era que havia aconseguit que es donés a conèixer encara més la novel·la de Cervantes principalment en el públic infantil.
Antonio C. Villacañas va escriure a Pueblo que es tracta una sèrie més per als adults en explicar-los coses que els serviran al llarg de la vida i que als joves no interessaria pel fet que trobarien menys acció que en altres obres. Gil de Muro explicava a Marca després del final de la sèrie que va mantenir el llenguatge de l'obra original i va descriure els passatges més importants d'aquesta. Carintio va explicar a Norte-Expréss la dificultat de portar la novel·la als nens a causa del seu contingut i la seva dificultat, i va valorar positivament el doblatge dels dos protagonistes.
Josefina Carabias va recordar a La gaceta del norte la seva infantesa durant la qual es va emetre la sèrie i va dir que en aquest moment no es va adonar que assitsia a un moment únic quan la novel·la es convertia en dibuixos animats. Diego Galán va escriure a El País que es tractava d'una sèrie realitzada amb esforç enfront de qualsevol tipus d'impediment que tingués.

### Audiència
La sèrie va tenir un gran èxit entre la joventut i infància de l'època, encara que també entre els adults. La pel·lícula va ser exportada a gairebé tots els països d'Europa, Amèrica i Àsia, sent emesa en un total 130 països i traduïda a més de trenta idiomes entre els quals es troben el francès, alemany, holandès, italià, grec, turc, kurmanci, portuguès, català, basc, romanès, polonès, hongarès, eslovè, iugoslau, croat, persa, afrikaans, hebreu, àrab, japonès, mandarí (xinès), bahasa-Indonèsia, tàmil, suec, danès, rus, lituà, búlgar, i islandès. Segons Romagosa, la projecció internacional de la sèrie li va permetre amortitzar els diners invertits, encara que Cruz Delgado afirma que no li interessava si va guanyar o va perdre diners, sinó que va arribar a produir-la i això l'ha ajudat a poder dur a terme altres projectes.